# Mine Raglan
La mine Raglan est une mine de nickel située à Katinniq, entre les villages inuits de Salluit et Kangiqsujuaq, au Québec. Elle se trouve à environ 100 kilomètres au sud-est de la baie Déception, dans la péninsule d'Ungava. Développée et détenue depuis l'origine par la minière canadienne Falconbridge, elle sera successivement détenue et exploitée par la compagnie Xstrata dès 2006 puis par Glencore en 2013. Elle compte quatre mines souterraines en exploitation :  la mine no 2, la mine Kikialik, la mine Qakimajurk et tout récemment la mine Anuri.

## Description
Le minerai extrait des quatre mines du complexe minier est broyé et concentré sur place par procédé hydro-métallurgique au site central de Katinniq. Le concentré nickélifère alors obtenu est par la suite camionné par vraquiers en continu vers un dôme d'entreposage portuaire de transit situé à Baie Déception. Ce concentré de nickel est acheminé par brise-glace jusqu'à Québec puis transbordé par train jusqu'à la fonderie de nickel, à Sudbury, en Ontario. Après y être fondu, le chargement de matte de nickel obtenue est envoyée à Québec par train d'où elle est expédiée par mer vers l'affinerie Nikkelverk à Kristiansand en Norvège.

## Accessibilité
L'accessibilité au complexe minier est assuré par l'aéroport de Kattiniq-Donaldson se trouvant à 22 kilomètres. Le site est également relié par route au port de la baie Déception. L'isolement géographique de la mine vis-à-vis des communautés environnantes du Nunavik a obligé la construction d'un complexe autonome afin de loger et nourrir les travailleurs du complexe.